# البصابصة (خيران المحرق)

تعديل مصدري - تعديل

البصابصة هي إحدى قرى عزلة مسروح بمديرية خيران المحرق التابعة لمحافظة حجة، بلغ تعداد سكانها 54 نسمة حسب تعداد اليمن لعام 2004.